# 爾格
爾格（英文：Erg）是熱量和做功的單位，為CGS制的能量單位。定义为1达因的力使一克物体在力的方向上移动一厘米所作的功。
1尔格=1.0×10-7焦耳
1尔格 = 6.2415 ×102 GeV = 6.2415 ×1011 eV
1 达因 厘米 = 1 尔格.
Template:功的单位

## 外部連結
- Conversion Calculator for Units of ENERGY